# Leonardo Mayer
Leonardo Martín Mayer (* 15. května 1987 Corrientes) je bývalý argentinský profesionální tenista, který nastoupil tenisovou kariéru na okruhu ATP v roce 2003. Na něm zvítězil ve dvou turnajích. Ve dvouhře zvítězil na několika challengerech, první z nich vyhrál v roce 2008, když ve finále porazil Sergia Roitmana. Na žebříčku ATP byl pro dvouhru nejvýše postaven na 21. místě (22. června 2015), pro čtyřhru pak na 48. místě (28. ledna 2019). Jeho trenéry byli Leo Alonson a J. Fernandez, žije v argentinském hlavním městě Buenos Aires.
V říjnu 2021 oznámil konec sportovní kariéry.

## Finálové účasti na turnajích ATP World Tour
| Legenda                           |
| D – dvouhra; Č – čtyřhra          |
| Grand Slam (0–0)                  |
| ATP World Tour Finals (0–0)       |
| ATP World Tour Masters 1000 (0–0) |
| ATP World Tour 500 (0–0)          |
| ATP World Tour 250 (1–0 D; 1–2 Č) |

| Tituly dle povrchu    |
| --------------------- |
| tvrdý (0–2 Č)         |
| antuka (0–1 D; 1–0 Č) |
| tráva (0–0)           |
| koberec (0–0)         |

### Dvouhra: 1 (1-0)
| Stav  | Č. | Datum             | Turnaj                             | Povrch | Soupeř ve finále | Výsledek finále     |
| ----- | -- | ----------------- | ---------------------------------- | ------ | ---------------- | ------------------- |
| Vítěz | 1. | 20. července 2014 | International German Open, Německo | antuka | David Ferrer     | 6–7(3), 6-1, 7-6(4) |

### Čtyřhra: 3 (1–2)
| Stav      | Č. | Datum          | Turnaj                  | Povrch    | Partner         | Soupeř ve finále               | Výsledek finále  |
| --------- | -- | -------------- | ----------------------- | --------- | --------------- | ------------------------------ | ---------------- |
| Finalista | 1. | 14. února 2010 | San Jose, USA           | tvrdý (h) | Benjamin Becker | Mardy Fish Sam Querrey         | 6–7(3–7), 5–7    |
| Vítěz     | 1. | 20. února 2011 | Buenos Aires, Argentina | antuka    | Oliver Marach   | Franco Ferreiro André Sá       | 7–6(8–6), 6–3    |
| Finalista | 2. | 25. srpna 2012 | Winston-Salem, USA      | tvrdý     | Pablo Andújar   | Santiago González Scott Lipsky | 2-6, 6-4, [2–10] |

## Postavení na žebříčku ATP na konci sezóny

### Dvouhra
| Rok    | 2003  | 2004    | 2005   | 2006   | 2007   | 2008   | 2009  | 2010  | 2011  | 2012  | 2013  |
| Pořadí | 1405. | ▲ 1339. | ▲ 718. | ▲ 292. | ▲ 189. | ▲ 102. | ▲ 75. | ▼ 94. | ▲ 78. | ▲ 71. | ▼ 94. |

### Čtyřhra
| Rok    | 2004  | 2005   | 2006   | 2007   | 2008   | 2009   | 2010  | 2011   | 2012   | 2013   |
| Pořadí | 1752. | ▲ 840. | ▲ 257. | ▲ 171. | ▲ 167. | ▲ 162. | ▲ 99. | ▼ 213. | ▲ 170. | ▼ 413. |